# 谷内伸也
谷內 伸也（1987年9月23日—），大阪府枚方市出身的歌手，日本3人男子舞蹈團體Lead的成員，RAP擔當。 2002年15歲出道，2013年隊長中土居宏宜退隊，現在3人在出道第16年，繼續發展。 經紀公司為VISION FACTORY，唱片公司為PONY CANYON。

## 個人簡歷
- 暱稱為伸ちゃん
- 家庭成員有父母及兩個妹妹
- 由於妹妹喜歡SPEED，於是小學六年級開始去舞蹈學校學跳舞，跳舞的特技是Breakdance
- 2002年，在大阪同一所舞蹈學校上課的中土居宏宜及鍵本輝開始進行街頭表演
- 同年6月，加入從選拔會獲選的古屋敬多結成組合Lead，開始在大阪進行街頭live
- 2002年7月31日，發行單曲《真夏的Magic》正式出道，擔任主音,代表顏色為綠色
- 2003年，由第6張單曲《Night Deluxe》開始轉為擔任RAP
- 2009年，進行扁桃腺切除手術，因此無法唱高音
- 2013年，隊長中土居宏宜於3月底退出演藝圈
- 2013年4月1日，由谷內伸也、古屋敬多及鍵本輝三人開始Lead的第二章

## 演出
- 團體演出請參照Lead的頁面
- 粗體字為主演

### 電視劇
- 新撰組PEACE MAKER（20101月15日 - 3月19日、每日放送·TBS） 飾 土方歲三
- 今夜は心だけ抱いて（今夜只想擁抱愛）（2014年3月04 - 4月22日、NHK BS Premium） 飾 橋井章吾
- 出入禁止の女〜事件記者クロガネ〜（出入禁止之女～事件記者黑金～）（2015年1月15日 - 2月16日、朝日電視台） 飾 魚住勝

### 電影
- 俺たちの明日（我們的明日）（2014年、T·JOY） 飾 柿之木剛

### 手機連續劇
- 「線香花火」（監督：岡島明、全2話） 飾 內山達也
- 「下町探偵物語 〜マリアを探せ!〜」（下町偵探物語 〜尋找瑪利亞～）（監督：井坂聰、全3話） 飾 SHINYA
- 「下町探偵物語 2 〜浮気はやめて!〜」（下町偵探物語 〜不准出軋！～）（監督：月野木隆、全3話） 飾 SHINYA

### 舞台劇
- 「コカンセツ!～再演～」（盤骨！～再演～）飾 中西豪（2011年9月21日 - 9月25日、天王洲銀河劇場）
- 舞台「マティーニ! 〜ただ今、撮影5時間押し〜」（殺青一幕！～但是現在、開拍時間要延後五小時～）飾 木下岳（2013年2月6日 - 11日、THEATRE1010）

「マティーニ」即是馬天尼酒（Martini）的意思，但此處並不是解作馬天尼酒，而是取於美國荷里活電影拍攝最後一幕時，會喊"Martini Shot"的Martini。
- 舞台「俺達の明日」（我們的明日） 飾 小田切俊郎（2014年1月10日 - 19日、紀伊國屋Hall）